# Nassau-Zackenbarsch

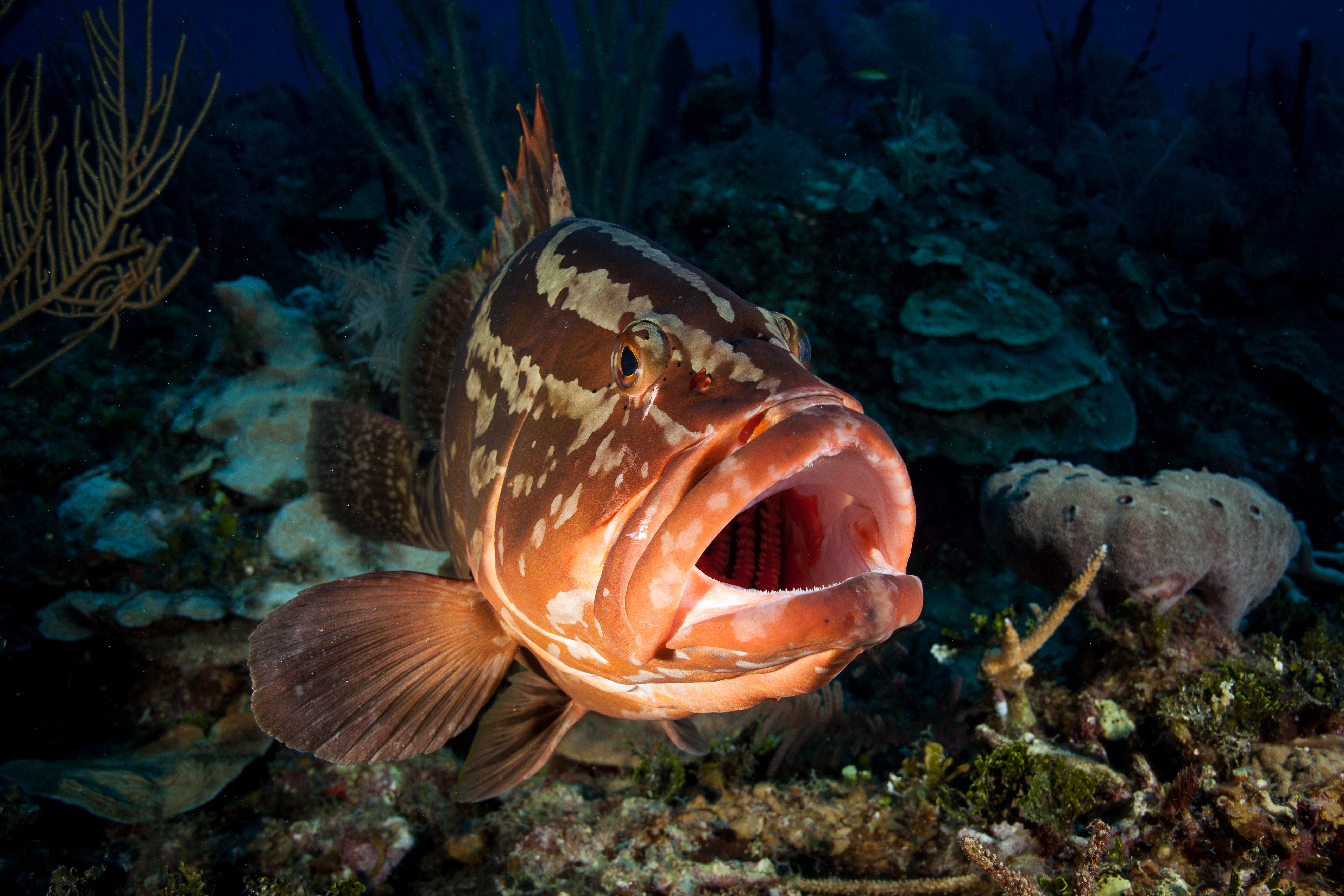

Der Nassau-Zackenbarsch (Epinephelus striatus) ist bei Tauchern auch unter seinem englischen Namen Nassau Grouper bekannt.

## Merkmale
Nassau-Zackenbarsche haben eine typische Barschgestalt mit einer vorderen, hartstrahligen und einer hinteren, weichstrahligen Rückenflosse. Der hartstrahlige Teil ist eingebuchtet, der dritte und der vierte Flossenstrahl sind am längsten. Die Basis des weichstrahligen Rückenflossenabschnitts und der Afterflosse sind mit kleinen, sich großflächig überlappenden Schuppen und mit dicker Haut bedeckt. Das große Maul gibt den Nassau-Zackenbarschen ein „grimmiges“ Aussehen. Sie zeigen für gewöhnlich, bei grauer oder brauner Grundfarbe, ein senkrechtes Muster heller und dunkler Streifen. Der dritte und vierte vertikale Streifen sind oberhalb der Seitenlinie geteilt und w-förmig. Die Streifen auf dem Kopf bilden eine Stimmgabelähnliche Form. Ein schwarzer Sattelfleck auf der Schwanzwurzel gilt als arttypisch. Exemplare aus tieferen Wasserregionen zeigen einen rötlichen Schimmer. Nassau-Zackenbarsche können ihre Farbe innerhalb weniger Minuten von weißlich zu dunkelbraun wechseln. Sie werden 80 Zentimeter lang. Jungfische besitzen eine abgerundete Schwanzflosse, bei ausgewachsenen Fischen endet sie gerade.
- Flossenformel: Dorsale XI–XII/16–18, Anale III/8.

## Verbreitung
Die Fische leben im tropischen Westatlantik, in der Karibik, im Golf von Mexiko, an der Küste Floridas, bei den Bahamas und Bermudas, südlich bis an die Küste Brasiliens an Fels- und Korallenriffen bis in eine Tiefe von 40 Meter. Durch die kommerzielle Fischerei und die Harpunenjagd sind sie in vielen Regionen ihres Verbreitungsgebietes selten geworden.

## Fortpflanzung
Wie alle Zackenbarsche machen Nassau-Zackenbarsche im Laufe ihres Lebens eine Geschlechtsumwandlung durch. Sie sind zuerst Weibchen und wechseln im Alter von etwa fünf Jahren zum männlichen Geschlecht. Deshalb sind die Männchen stets größer. Die Fortpflanzungszeit wird vom Mond bestimmt. Neumondnächte sind bei den Bahamas der Auslöser, Vollmondnächte an der Küste Belizes und bei den Jungferninseln. Dann sammeln sich die Einzelgänger in riesigen Gruppen von 30.000 bis 100.000 Tieren und laichen gemeinsam ab. Die Eier haben einen Durchmesser von einem Millimeter. Schon nach einem Tag schlüpfen die Larven und leben 30 bis 40 Tage im Plankton, bis sie nach einer Metamorphose zum riffgebundenen Leben übergehen.